# Mareilles
Mareilles est une commune française située dans le département de la Haute-Marne, en région Grand Est. Les habitants de Mareilles s’appellent les Mareillais et les Mareillaises.

## Géographie
Mareilles est un village situé dans la région du Bassigny en Haute-Marne dans l'est de la France. Le village se situe au nord-est de la préfecture, Chaumont. La grande ville la plus proche est Andelot-Blancheville à 7 km à vol d'oiseau.

### Localisation
Communes les plus proches à vol d'oiseau: 
- Cirey-lès-Mareilles à 2,2 km
- Chantraines à 3,9 km
- Darmannes à 4 km
- Le Puits-des-Mèzes à 5,6 km
- Rochefort-sur-la-Côte à 6 km
- Briaucourt à 6,2 km

### Géologie et relief
Le village est situé à la limité des plateaux de Treix et de Cirey-lès-Mareilles. Ce qui fait que l'on peut observer des déformations, notamment la ligne marquant la frontière entre Darmannes et Mareilles. Mais aussi au sud en direction de Biesles.

### Paysages
Le paysage autour de Mareilles varie entre champs et forêts. Par exemple, au sud et au nord, s'étend de larges espaces boisés contrairement aux abords directs du village qui sont des champs.

### Hydrographie
La commune est dans la région hydrographique « la Seine de sa source au confluent de l'Oise (exclu) » au sein du bassin Seine-Normandie. Elle n'est drainée par aucun cours d'eau,.

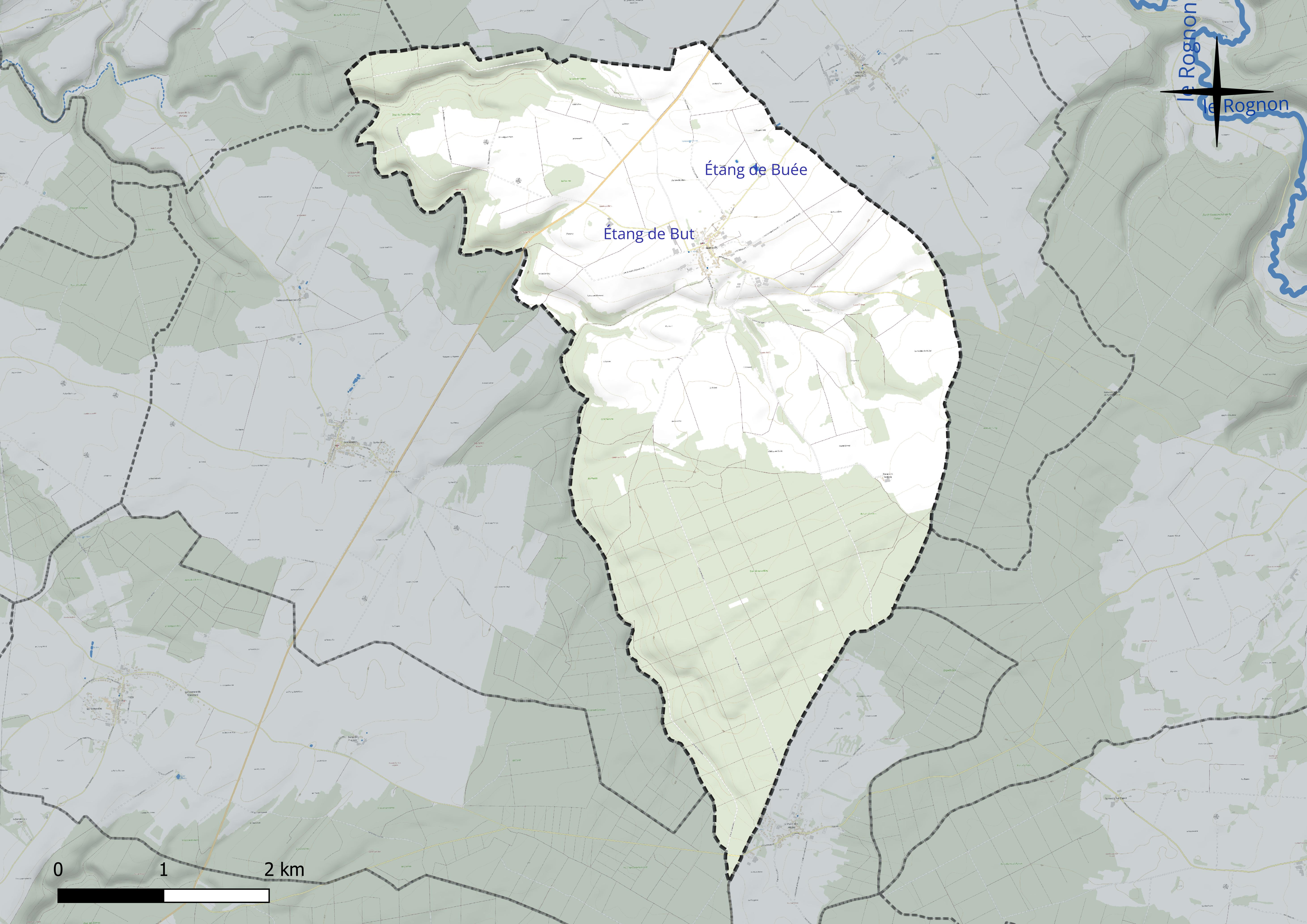
Réseau hydrographique de Mareilles.

Deux plans d'eau complètent le réseau hydrographique : l'étang de Buée (0,2 ha) et l'étang de But (0 ha),.

### Climat
Pour des articles plus généraux, voir Climat du Grand Est et Climat de la Haute-Marne.
En 2010, le climat de la commune est de type climat de montagne, selon une étude du Centre national de la recherche scientifique s'appuyant sur une série de données couvrant la période 1971-2000. En 2020, Météo-France publie une typologie des climats de la France métropolitaine dans laquelle la commune est exposée à un climat océanique altéré et est dans la région climatique  Lorraine, plateau de Langres, Morvan, caractérisée par un hiver rude (1,5 °C), des vents modérés et des brouillards fréquents en automne et hiver. 
Pour la période 1971-2000, la température annuelle moyenne est de 9,5 °C, avec une amplitude thermique annuelle de 16,6 °C. Le cumul annuel moyen de précipitations est de 1 006 mm, avec 13,7 jours de précipitations en janvier et 9,6 jours en juillet. Pour la période 1991-2020, la température moyenne annuelle observée sur la station météorologique de Météo-France la plus proche, « Bourdons_sapc », sur la commune de Bourdons-sur-Rognon à 7 km à vol d'oiseau, est de 10,0 °C et le cumul annuel moyen de précipitations est de 1 011,1 mm. 
La température maximale relevée sur cette station est de 40,1 °C, atteinte le 25 juillet 2019 ; la température minimale est de −22,1 °C, atteinte le 20 décembre 2009,,. 
Les paramètres climatiques de la commune ont été estimés pour le milieu du siècle (2041-2070) selon différents scénarios d'émission de gaz à effet de serre à partir des nouvelles projections climatiques de référence DRIAS-2020. Ils sont consultables sur un site dédié publié par Météo-France en novembre 2022.

## Urbanisme

### Typologie
Au 1er janvier 2024, Mareilles est catégorisée commune rurale à habitat dispersé, selon la nouvelle grille communale de densité à sept niveaux définie par l'Insee en 2022.
Elle est située hors unité urbaine. Par ailleurs la commune fait partie de l'aire d'attraction de Chaumont, dont elle est une commune de la couronne,. Cette aire, qui regroupe 112 communes, est catégorisée dans les aires de 50 000 à moins de 200 000 habitants,.

### Occupation des sols
L'occupation des sols de la commune, telle qu'elle ressort de la base de données européenne d’occupation biophysique des sols Corine Land Cover (CLC), est marquée par l'importance des territoires agricoles (51 % en 2018), une proportion identique à celle de 1990 (51 %). La répartition détaillée en 2018 est la suivante : 
forêts (43,7 %), terres arables (41,9 %), prairies (9,2 %), milieux à végétation arbustive et/ou herbacée (4,1 %), zones urbanisées (1,2 %). L'évolution de l’occupation des sols de la commune et de ses infrastructures peut être observée sur les différentes représentations cartographiques du territoire : la carte de Cassini (XVIIIe siècle), la carte d'état-major (1820-1866) et les cartes ou photos aériennes de l'IGN pour la période actuelle (1950 à aujourd'hui).

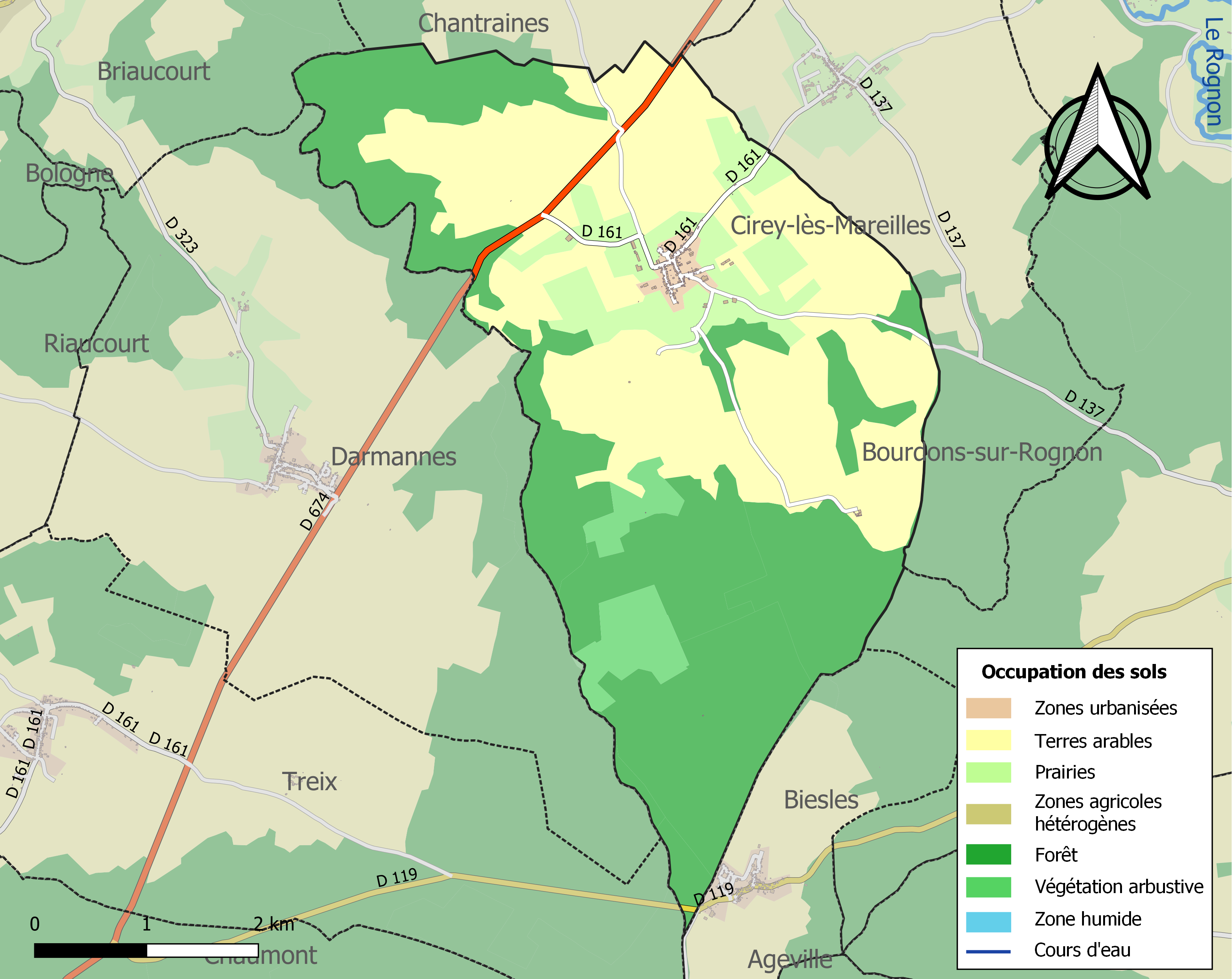
Carte des infrastructures et de l'occupation des sols de la commune en 2018 (CLC).

## Toponymie
Le nom de la localité est attesté sous les formes Territorium, presbyter de Marelis (1138-1143) ; Marellae (1164) ; Maroilles (1355) ; Marollie (XIVe siècle) ; Marolles (1436) ; Maralles (1481) ; Maroille (1485) ; Marailles (1539) ; Maraille, Mareille (1649).

Du féminin pluriel tardif de Mareil. D'après Auguste Longnon, qui a étudié les noms de lieux en France, le nom « Mareil », viendrait du mot bas latin maroialum qui signifie « localité voisine d'un marécage ». La forme ancienne *maroialos, est un toponyme courant désignant une grande clairière (voir Mareuil), *Maro-ialos, du gaulois Maro (grand) et ialon (clairière). 

### Logements
Sur les 76 logements du village, 4 sont vacants. Cela représente une augmentation d'un logement par rapport à 2013. 6,6% des logements sont des résidences secondaires et occasionnelles soit 5 logements. En 2015, 12 logements principaux ont été construits. A titre de comparaison, en 1919, 13 résidences principales ont été construites.
34,3% des Mareillais ont emménagé il y a plus de 30 ans contre 9% il y a moins de 2 ans.
À côté de l'église, se trouve le lotissement des Tilleuls

### Lieu-dit, hameau et écart
À l'écart du village, au sud-est, on trouve la ferme des Orgères. Et au nord-est, on trouve le hameau de Buée près duquel se trouve l'étang du même nom.

### Voie de communication et transports
Le village n'est desservi par aucune ligne de transport en commun. Cependant, le village est accessible par la D674 qui passe à proximité. Le village le plus proche (Cirey-lès-Mareilles) est accessible via la D161, dite "rue de Buée".

## Politique et administration
| Période                                  | Période      | Identité                        | Étiquette | Qualité     |
| ---------------------------------------- | ------------ | ------------------------------- | --------- | ----------- |
| av.1907                                  | 1909 (décès) | Joseph Abel Vouriot (1844-1909) | Radical   | Cultivateur |
|                                          |              |                                 |           |             |
| mars 2001                                | 2020         | Michel Graillot                 |           |             |
| 2020                                     | En cours     | Luc Vautrin                     |           |             |
| Les données manquantes sont à compléter. |              |                                 |           |             |

## Population et société

### Démographie

#### Évolution démographique
L'évolution du nombre d'habitants est connue à travers les recensements de la population effectués dans la commune depuis 1793. Pour les communes de moins de 10 000 habitants, une enquête de recensement portant sur toute la population est réalisée tous les cinq ans, les populations de référence des années intermédiaires étant quant à elles estimées par interpolation ou extrapolation. Pour la commune, le premier recensement exhaustif entrant dans le cadre du nouveau dispositif a été réalisé en 2004.

En 2022, la commune comptait 136 habitants, en évolution de −16,05 % par rapport à 2016 (Haute-Marne : −4,62 %, France hors Mayotte : +2,11 %).
| 1793 | 1800 | 1806 | 1821 | 1831 | 1836 | 1841 | 1846 | 1851 |
| ---- | ---- | ---- | ---- | ---- | ---- | ---- | ---- | ---- |
| 277  | 256  | 281  | 253  | 329  | 339  | 344  | 354  | 367  |

| 1856 | 1861 | 1866 | 1872 | 1876 | 1881 | 1886 | 1891 | 1896 |
| ---- | ---- | ---- | ---- | ---- | ---- | ---- | ---- | ---- |
| 336  | 319  | 319  | 319  | 308  | 297  | 264  | 238  | 244  |

| 1901 | 1906 | 1911 | 1921 | 1926 | 1931 | 1936 | 1946 | 1954 |
| ---- | ---- | ---- | ---- | ---- | ---- | ---- | ---- | ---- |
| 234  | 221  | 200  | 181  | 227  | 149  | 155  | 139  | 164  |

| 1962 | 1968 | 1975 | 1982 | 1990 | 1999 | 2004 | 2006 | 2009 |
| ---- | ---- | ---- | ---- | ---- | ---- | ---- | ---- | ---- |
| 154  | 127  | 109  | 127  | 123  | 116  | 139  | 138  | 141  |

| 2014 | 2019 | 2022 | - | - | - | - | - | - |
| ---- | ---- | ---- | - | - | - | - | - | - |
| 156  | 143  | 136  | - | - | - | - | - | - |

### Sport et loisir
Le village est équipé d'une salle polyvalente.

## Économie

### Emploi
75,3% des habitants de Mareilles sont actifs et ont un emploies contre 6,2% de chômeurs. 25% des chômeurs sont des 15-24 ans 11,1% des Mareillais sont des retraités et 3,7% sont des étudiants ou stagiaires non rémunérés.

## Lieux et monuments
- L'église du XIIIe siècle
- Le calvaire à l'entrée est du village